# Santi patroni cattolici per località
Lista di santi patroni cattolici delle località:
- Santi patroni cattolici delle città capoluogo di provincia italiane

Per regione:
- Santi patroni cattolici dei comuni dell'Abruzzo
- Santi patroni cattolici dei comuni della Basilicata
- Santi patroni cattolici dei comuni della Calabria
- Santi patroni cattolici dei comuni della Campania
- Santi patroni cattolici dei comuni dell'Emilia-Romagna
- Santi patroni cattolici dei comuni del Friuli-Venezia Giulia
- Santi patroni cattolici dei comuni del Lazio
- Santi patroni cattolici dei comuni della Liguria
- Santi patroni cattolici dei comuni della Lombardia
- Santi patroni cattolici dei comuni delle Marche
- Santi patroni cattolici dei comuni del Molise
- Santi patroni cattolici dei comuni del Piemonte
- Santi patroni cattolici dei comuni della Puglia
- Santi patroni cattolici dei comuni della Sardegna
- Santi patroni cattolici dei comuni della Sicilia
- Santi patroni cattolici dei comuni della Toscana
- Santi patroni cattolici dei comuni del Trentino-Alto Adige
- Santi patroni cattolici dei comuni dell'Umbria
- Santi patroni cattolici dei comuni della Valle d'Aosta
- Santi patroni cattolici dei comuni del Veneto